# Campeonato Carioca de Futebol de 1996 - Quarta Divisão
O Campeonato Carioca de Futebol de 1996 foi uma edição da quarta divisão do campeonato estadual de futebol profissional do Rio de Janeiro. A competição foi organizada pela Federação de Futebol do Estado do Rio de Janeiro (FERJ). O Vera Cruz sagrou-se campeão ao final do certame após o XV de Novembro desistir das finais.

## Participantes
- Associação Esportiva XV de Novembro, de Araruama
- Clube Atlético Rio Pretano, de São José do Vale do Rio Preto
- Cosmos Social Clube, de São Gonçalo
- Rodoviário Futebol Clube, de Piraí
- São Paulo Futebol Clube, de São João de Meriti
- Sport Club União, do Rio de Janeiro
- Vera Cruz Futebol Clube, de Angra dos Reis